# Ferdynand Ruszczyc
 (octobre 2022).
Si vous disposez d'ouvrages ou d'articles de référence ou si vous connaissez des sites web de qualité traitant du thème abordé ici, merci de compléter l'article en donnant les références utiles à sa vérifiabilité et en les liant à la section « Notes et références ».
Ferdynand Ruszczyc, armories Lis, né le 10 décembre 1870 et mort le 30 octobre 1936 à Bohdanów près de Vilnius est un peintre, imprimeur et scénographe polonais, l'un des artistes les plus remarquables de la période de la Jeune Pologne, représentant la tendance symboliste de l'art moderniste.

## Biographie
Fils d'Edward Ruszczyc et de la danoise Alwina née Munch, Ferdynard Ruszczyc étudie d'abord le droit à l'Université de Saint-Pétersbourg puis poursuit ses études à l'Académie russe des beaux-arts où dans les années 1892-1897 il se forme sous la direction de Ivan Chichkine et Arkhip Kouïndji. Ses voyages d'été : en Crimée (1894, 1895), Rügen, Bornholm et la côte sud de la Suède (1896, 1897) sont une source d'inspiration pour ses tableaux. En 1898, il voyage à travers les pays d'Europe, visitant Berlin, Cologne, Paris, Dunkerque, Ostende, Bruxelles, Bâle, Lucerne, Lugano, Milan, Venise et Vienne. De retour en Pologne, il s'installe dans sa ville natale de Bohdanów.
En 1899, 1901 et 1902, il participe aux expositions du groupe Mir Iskousstva. En 1900, il rejoint la Société des artistes polonais Sztuka (Art), avec laquelle il expose régulièrement. Il présente également ses œuvres aux expositions annuelles des étudiants de l'Académie de Saint-Pétersbourg (jusqu'en 1900) et à la Société de Varsovie pour l'encouragement des beaux-arts (à partir de 1899). 
Dans les années 1904-1907 qu'il a passe à Varsovie, il cofonde - avec Kazimierz Stabrowski, Xawery Dunikowski, Konrad Krzyżanowski et Karol Tichy - les fondations organisationnelles de l'École des Beaux-Arts, où il prend le poste de professeur. Au cours de l'année universitaire 1907/1908, il est responsable du département de paysage de l'Académie des Beaux-Arts de Cracovie.
En 1908, avec Józef Mehoffer, il organise une grande présentation de l'art polonais à Vienne. Après s'être installé à Vilnius cette année-là, il abandonne complètement la peinture au profit d'activités pédagogiques et organisationnelles intensives. Il lance un certain nombre d'événements importants pour la culture artistique de Vilnius. Il cultive le graphisme appliqué, conçoit des affiches, la mise en page de magazines et de livres et des costumes de théâtre.
Il apporte une contribution significative à la renaissance du théâtre local. Il met en scène Lilla Weneda de Juliusz Słowacki (1909), L'Aiglon de Rostand (1912), Varsovienne de Stanisław Wyspiański (1913), Le Cyd de Pierre Corneille (1924) et Nuit de novembre de Wyspiański (1930). Il  participe aux travaux des comités de conservation et aux sessions du Comité pour la construction du monument Adam Mickiewicz à Vilnius. Il publie des articles sur les monuments de la région de Vilnius. 
Dans la période 1918-1919, il a contribué à la création de la Faculté des Beaux-Arts de l'Université Stefan Batory, où il se voit confier les fonctions de premier doyen.

## Œuvre
Le paysage pur est le sujet de prédilection de la peinture de Ruszczyc. Ses premières œuvres réalistes révèlent la fascination de l'artiste pour la mer (Crimée, 1895).
Ses peintures de la période suivante qui se distinguent par une expression concentrée, des couleurs saturées et une texture riche, comptent parmi les réalisations les plus originales du modernisme polonais (Vieux pommiers, 1900)
En 1898, Ruszczyc peint La Terre, dans laquelle il exprime son credo créatif basé sur une compréhension panthéiste du monde. Il y confronte le ciel avec une parcelle de terre brute et nue. Des nuages gonflés de pluie submergeant la petite silhouette d'un laboureur avec ses bœufs. L'être humain, son existence temporelle et ses tentatives héroïques pour exploiter les éléments sont subordonnés dans la vision artistique de Ruszczyc aux forces cosmiques, inscrites dans le plan de la création de Dieu. Un bout de terre labourée domine le paysage monotone du tableau.
La peinture de l'artiste reflète pleinement son amour pour sa région natale de Vilnius, ses paysages, ses villages, ses monuments et ses ruines.
Nec Mergitur est une évocation de la Pologne qui, tel le bateau malmené par les vagues, affronte avec courage les soubresauts de l'histoire, mais l'image vaut surtout par son caractère merveilleux.

## Quelques œuvres

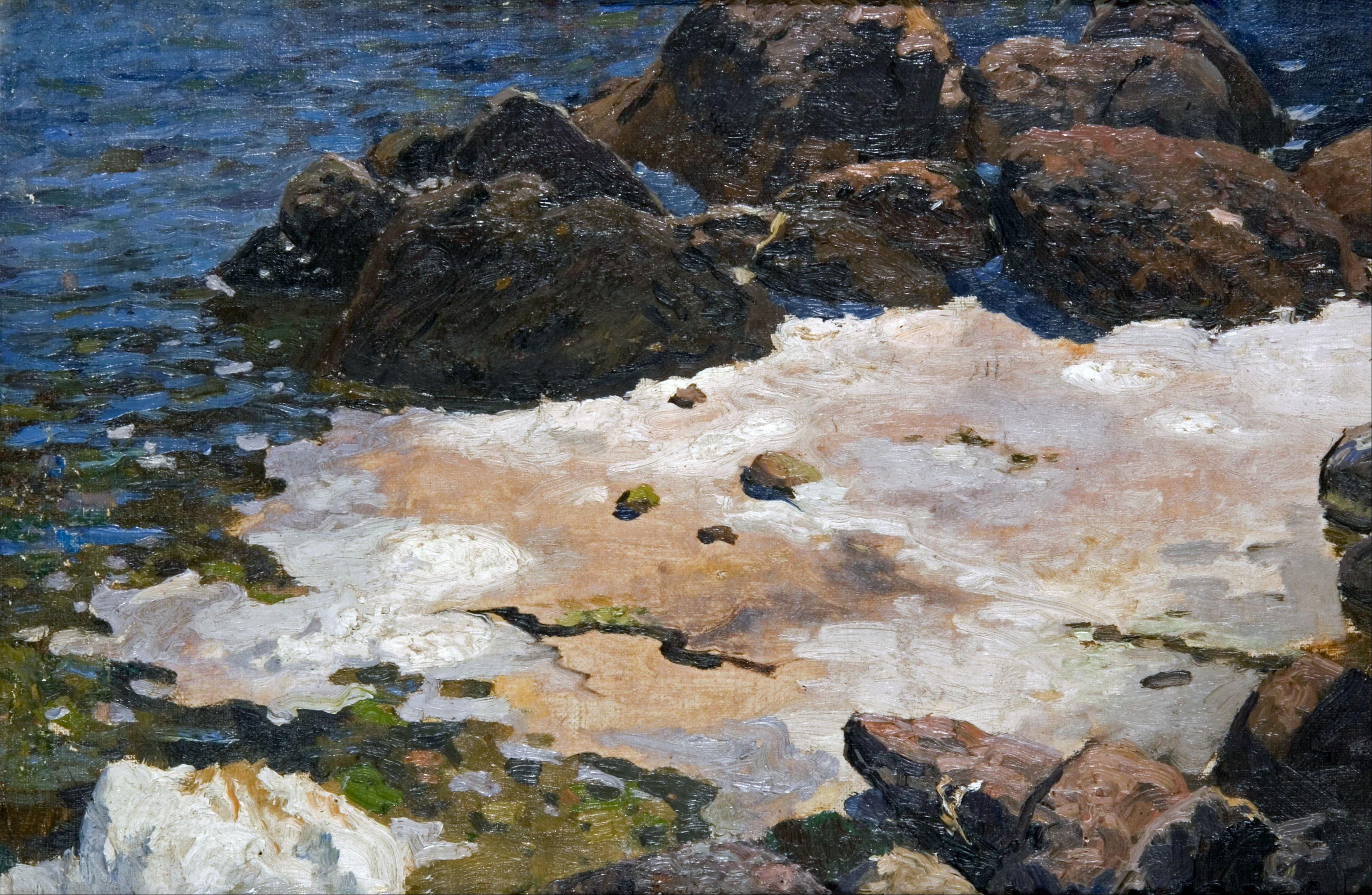
Crimée (1895)
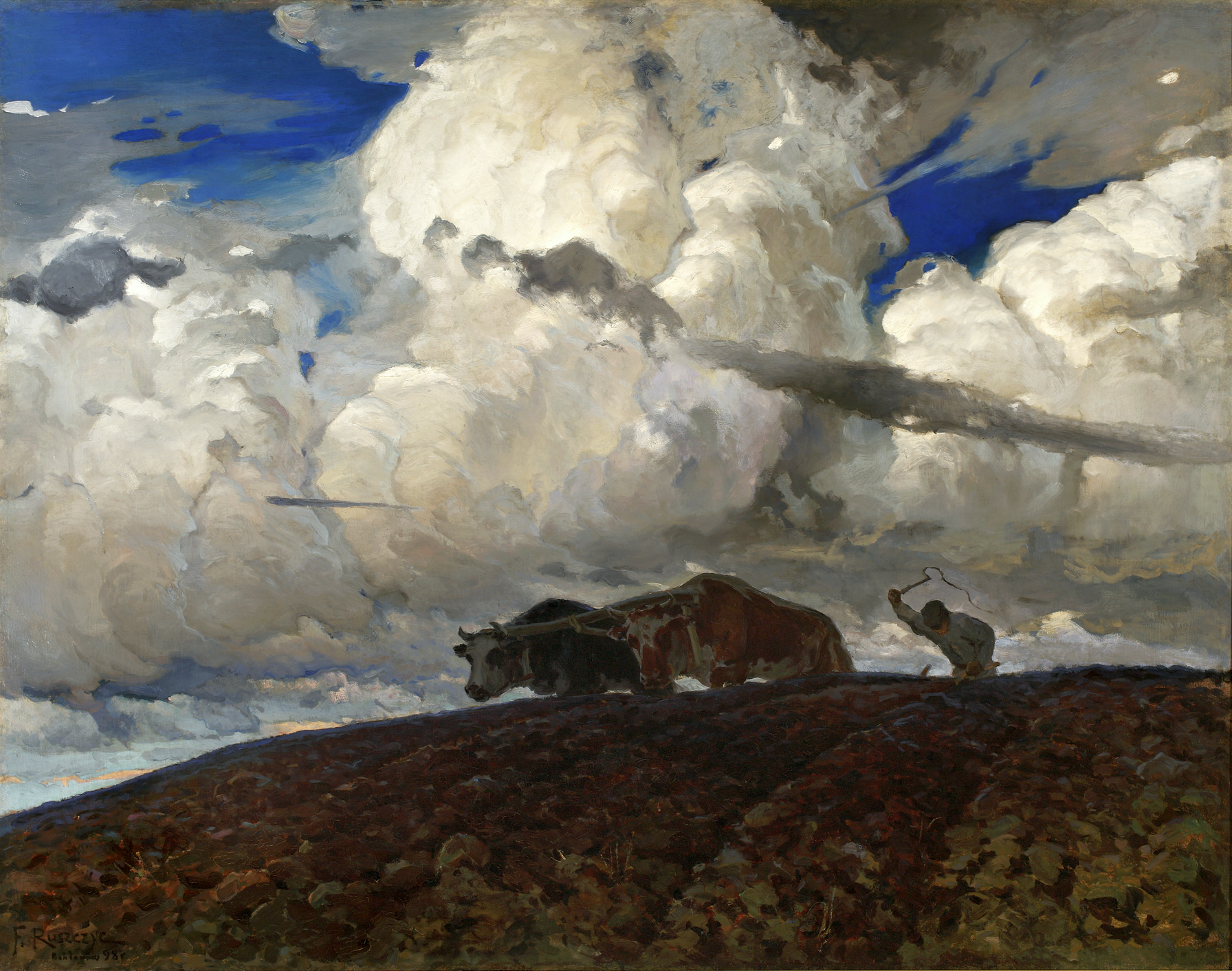
La Terre (1898)
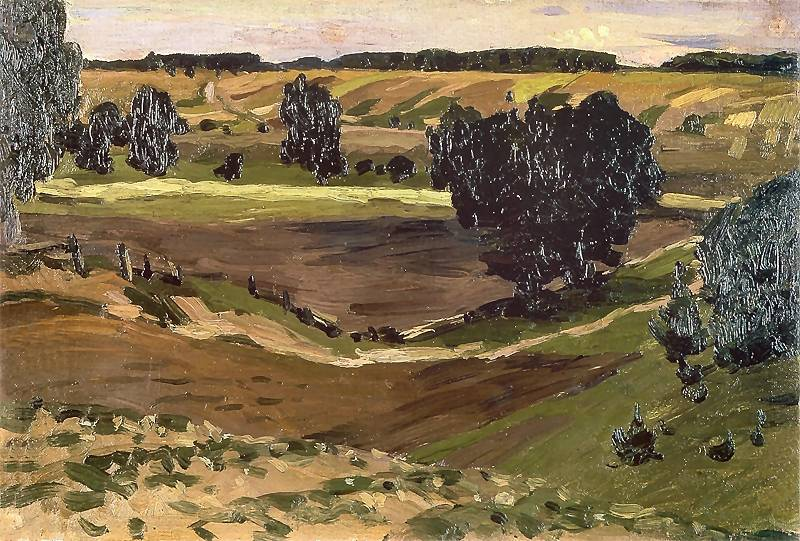
Bohdanow, 1900
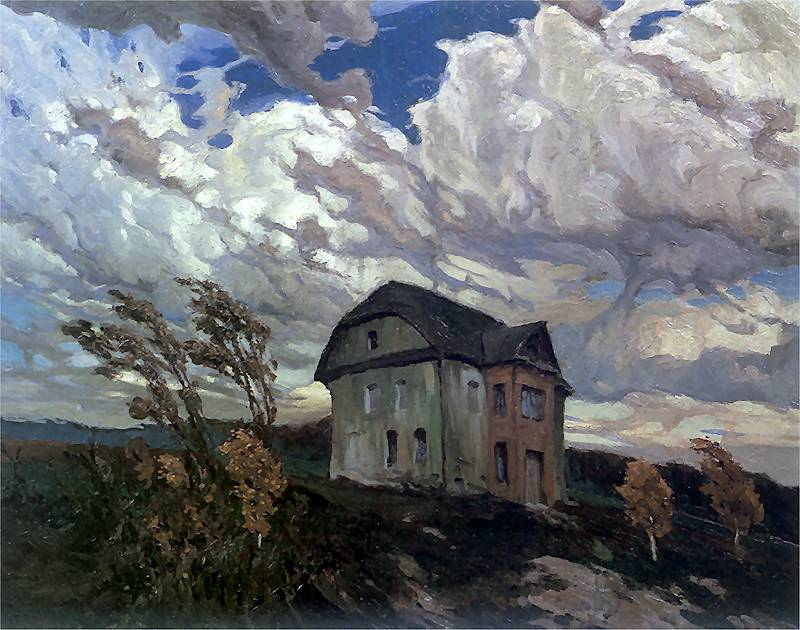
Le Vent d'Automne, 1901
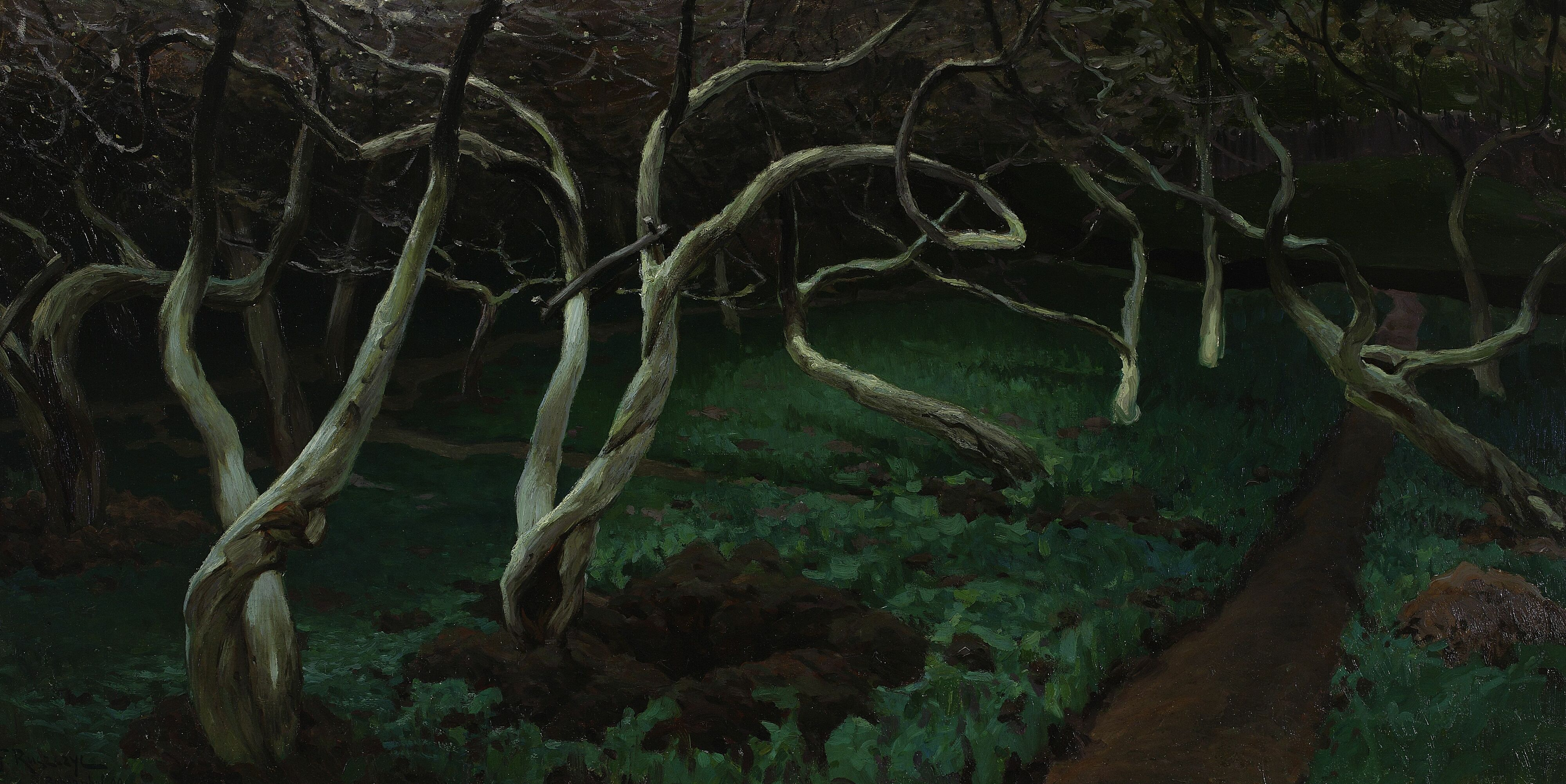
1903
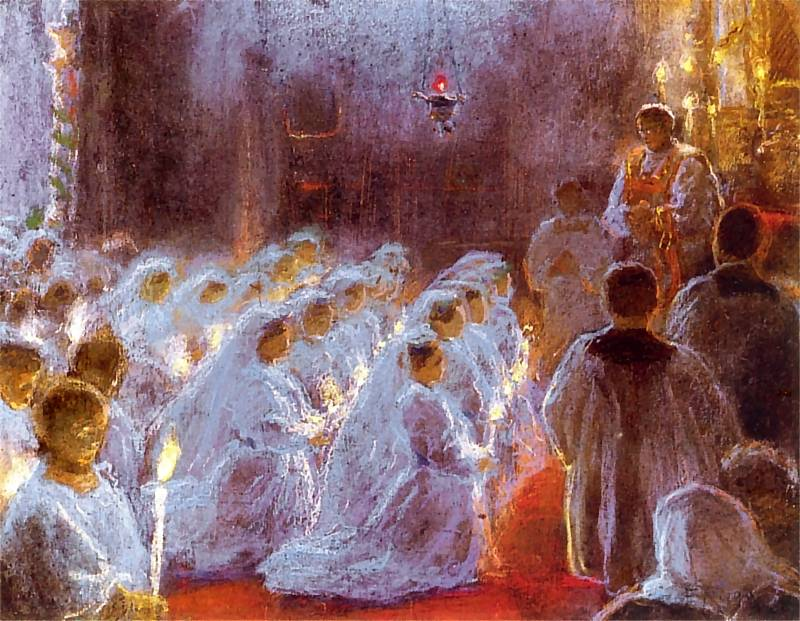
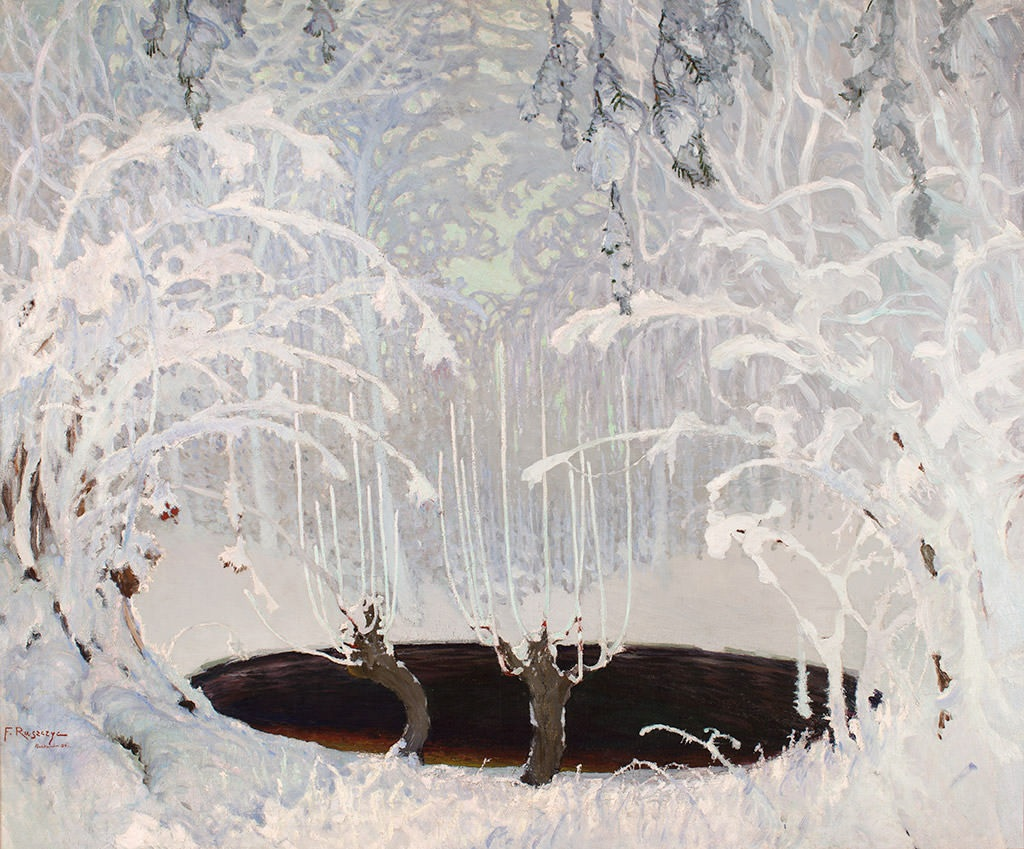
Conte de fées d'hiver, 1904
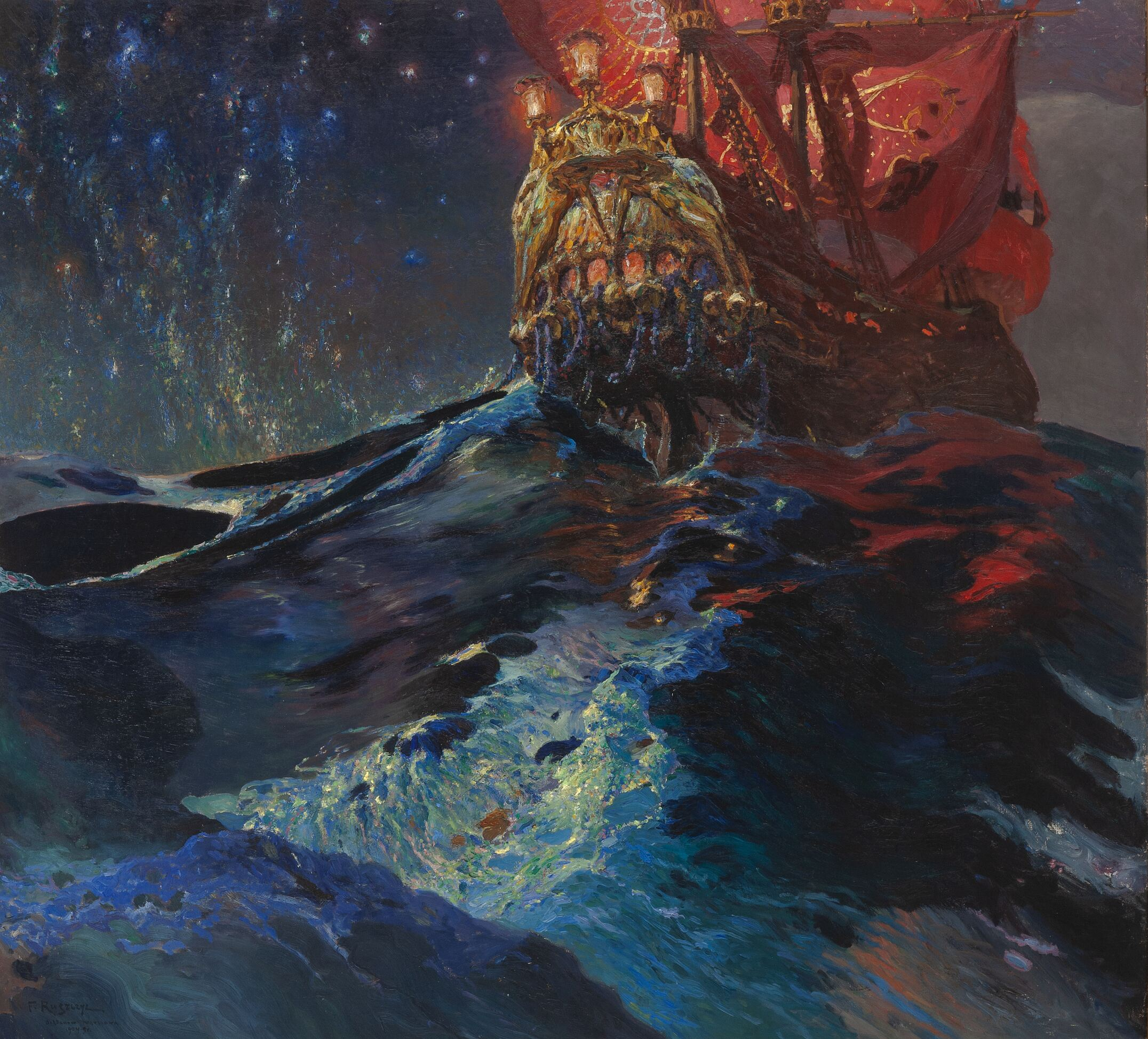
Nec Mergitur (1904-1905)
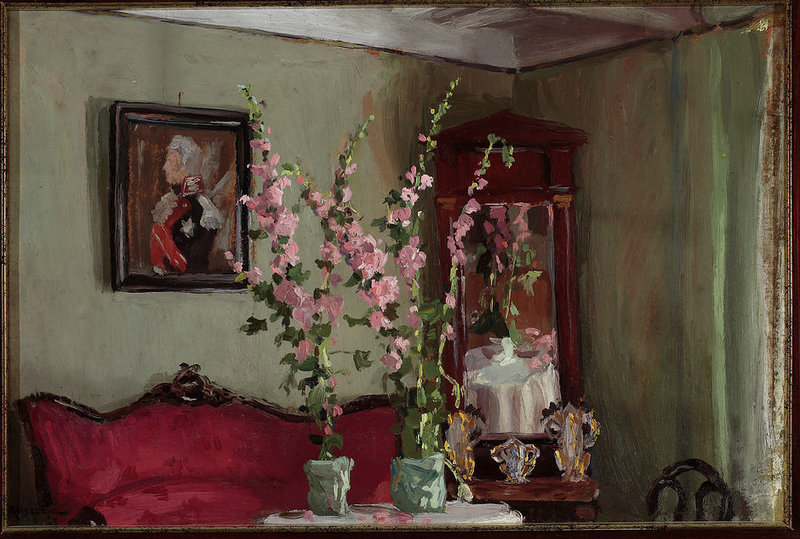
Intérieur du salon à Bohdanów - Roses trémières, 1905
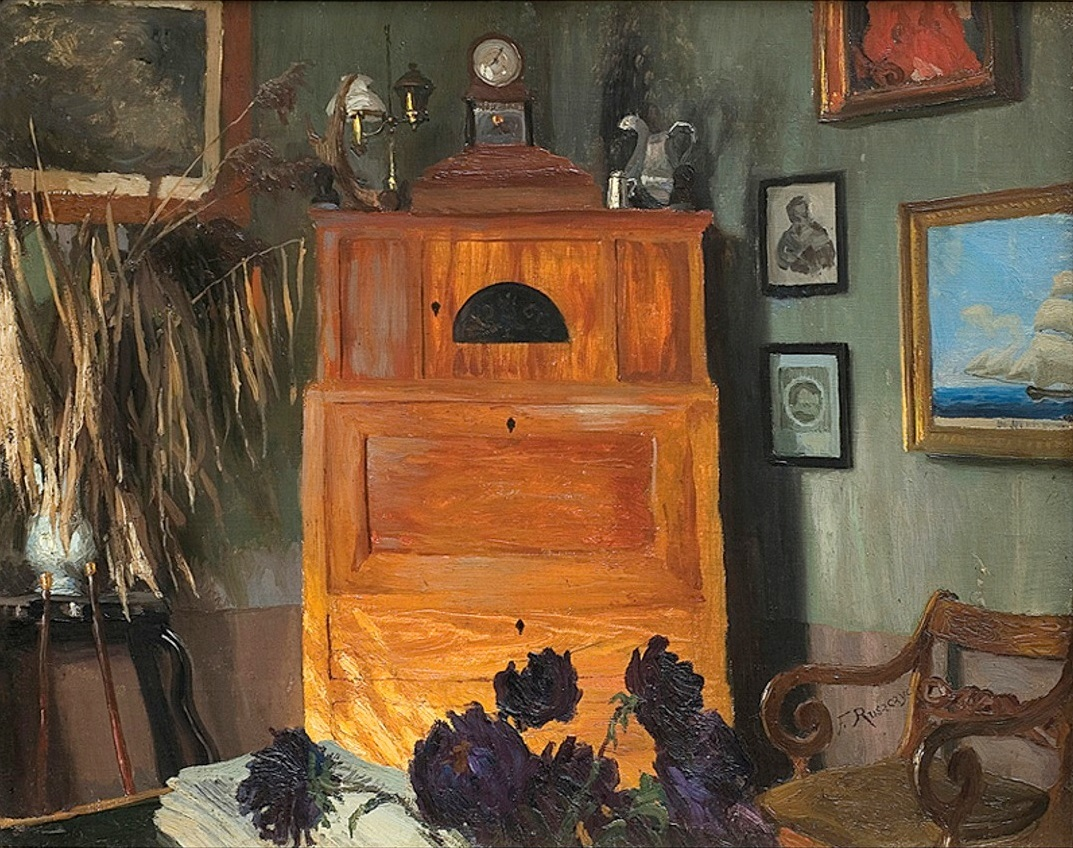
Intérieur à Bohdanów, 1906
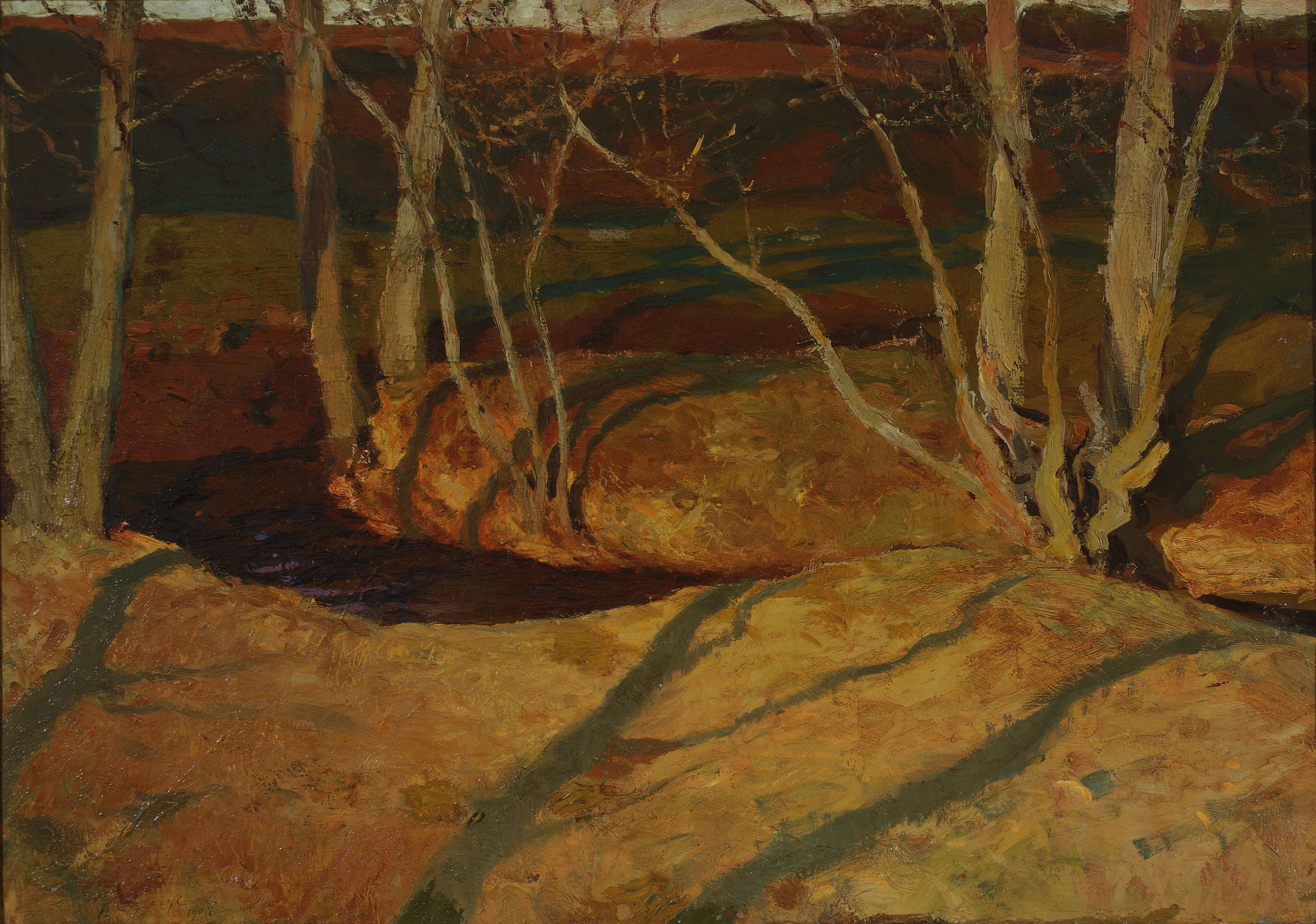
Paysage d'automne au coucher du soleil, 1907

## Hommages

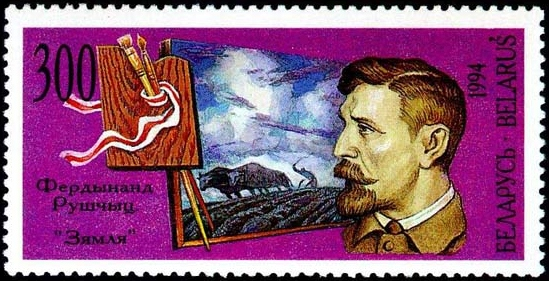
Un timbre biélorusse en 1994.
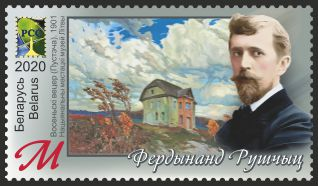
et en 2020.